# Noisettes
Noisettes is een Engelse driemansformatie bestaande uit zangeres/bassiste Shingai Shoniwa, gitarist Dan Smith en drummer Jamie Morrison. Ze spelen vooral indie- en rockmuziek. Ze braken door met de single Don't Upset the Rhythm (Go Baby Go) van hun tweede album. Dat nummer bereikte in de Engelse hitlijsten nummer 2 in de lente van 2009.

## Biografie
De band vormde zich in 2003 toen gitarist Smith en zangeres Shoniwa (toen nog in de band Sonarfly) vaak samen begonnen te spelen en nummers schreven. Het duo ontmoette drummer Morrison in december 2003 en al snel speelden ze samen.
The Noisettes speelden samen met Paul Weller, Graham Coxon, Andy Rourke (voormalig bassist van The Smiths), en met leden van New Young Pony Club en Supergrass. Ze creëerden zo exclusieve optredens en speciale songs met hun eigen materiaal. Op 2 maart 2008 speelden ze een speciaal concert om geld in te zamelen voor een opvangcentrum van daklozen.
The Noisettes waren te gast in de SXSW showcasing en speelden er 3 van hun nieuwe songs. Ze speelden op de NME/Transgressive party op de Wave venue op 13 maart 2008. Ook stonden ze dat jaar op het tweedaagse festival Camden Crawl en London Calling in Amsterdam.
In april 2009 kwam hun tweede album uit, Wild Young Hearts als opvolger van What's The Time Mr. Wolf (2007).

## Tournees
De band toerde al in Europa en Amerika. In november en december 2006 vergezelden ze Muse op hun Europese tournee. Ze speelden ook op het Coachella festival op 27 april 2007 en op het Reading and Leeds Festivals op de NME/Radio 1 Stage in augustus van dat jaar. De Noisettes maakten hun Amerikaanse televisiedebuut in The Late Late Show met Craig Ferguson op 2 april 2007. Een van hun songs was te horen in een Bionic Woman-aflevering.
De band vond toeren in eigen land belangrijk bij het uitkomen van "Wild Young Hearts". Ze zetten zelfs een boodschap op hun MySpace-pagina. Ze riepen er plaatselijke bands op om te verschijnen als verrassingsact op hun tour. Zo traden onder andere Paul Dixon in Manchester, Emily Breeze in Bristol en Jack Butcher in Glasgow op.
Op 28 juni 2009 speelde de band op de John Peel Stage op Glastonbury Festival in Somerset. In juli 2009 vergezelden ze Lady Gaga in haar Europese tour.
Op 17 juli 2009 speelden de Noisettes Never Forget You in The Jonathan Ross Show op BBC1.
Op zaterdag 17 augustus 2013 speelde de band op het Pukkelpop-festival in Hasselt, Kiewit.

## Discografie

### Albums
| Album met hitnotering(en) in de Vlaamse Ultratop 200 albums | Datum van verschijnen | Datum van binnenkomst | Hoogste positie | Aantal weken | Opmerkingen |
| ----------------------------------------------------------- | --------------------- | --------------------- | --------------- | ------------ | ----------- |
| What's the time Mr. Wolf?                                   | 09-03-2007            | -                     |                 |              |             |
| Wild young hearts                                           | 22-05-2009            | 26-09-2009            | 60              | 8            |             |

### Singles
| Single met eventuele hitnotering(en) in de Nederlandse Top 40 | Datum van verschijnen | Datum van binnenkomst | Hoogste positie | Aantal weken | Opmerkingen |
| ------------------------------------------------------------- | --------------------- | --------------------- | --------------- | ------------ | ----------- |
| Don't upset the rhythm (Go baby go)                           | 30-03-2009            | 06-06-2009            | 33              | 4            |             |

| Single met hitnotering(en) in de Vlaamse Ultratop 50 | Datum van verschijnen | Datum van binnenkomst | Hoogste positie | Aantal weken | Opmerkingen |
| ---------------------------------------------------- | --------------------- | --------------------- | --------------- | ------------ | ----------- |
| Don't upset the rhythm (Go baby go)                  | 2009                  | 25-04-2009            | tip4            | -            |             |
| Never forget you                                     | 2009                  | 12-09-2009            | 25              | 11           |             |
| Every now and then                                   | 2009                  | 05-12-2009            | tip5            | -            |             |
| That girl                                            | 2013                  | 04-05-2013            | tip82*          |              |             |

### Lp's
- Three Moods of the Noisettes (11 april 2005)
- What's the Time Mini-Wolf? (26 december 2006) – digitale download exclusief voor iTunes

### Compilaties
- NME Presenteert: Independent Thinking: Transgressive Records met "IWE" track nummer 6
- Love Music Hate Racism met "Shame", disc 2 track nummer 12
- The Sisterhood of the Traveling Pants 2 soundtrack met "Sister Rosetta (Capture the Spirit)" track nummer 8
- St Trinian's: Original Soundtrack met "Don't Give Up", track nummer 5
- The Twilight Saga: Breaking Dawn Part 1 soundtrack met "Sister Rosetta (Capture the Spirit)" track nummer 9

## Videografie
- "IWE" (maart 2006, geleid door Danny Parsons)
- "Don't Give Up"(maart 2006, geleid door Danny Parsons)
- "Sister Rosetta (Capture The Spirit)" (maart 2007, geleid door Danny Parsons)
- "Scratch Your Name" (mei 2007, geleid door Danny Parsons)
- "The Count of Monte Christo" (augustus 2007)
- "Wild Young Hearts" (december 2008)
- "Don't Upset the Rhythm (Go Baby Go)" (januari 2009)
- "Never Forget You" (mei 2009)